# Villa Peakstate
Villa Peakstate er det andet rapalbum af den danske stand-up-komiker Anders Matthesen, der udkom den 18. januar 2010. Det følger op på albummet Soevnloes fra 2006, og gæstes af Einar Enemark, kendt fra MC Einar samt Bossy Bo og Jazzy H fra Østkyst Hustlers. Om titlen forklarer Matthesen, "Villa Peakstate er ikke bare navnet på min nye plade, det er også navnet på mit hus – det har det heddet i nogle år nu, efter at min bedste ven begyndte at studere coaching. Og ’peakstate’ betyder simpelthen den tilstand, hvor man er højest oppe. Ens top-tilstand."

## Modtagelse
Albummet blev ikke godt modtaget af anmelderne, og det modtog kun én ud af seks mulige stjerner i musikmagasinet GAFFA.
Albummet var nomineret til Årets Danske Hip Hop Udgivelse ved GAFFA-Prisen 2010.

## Musikvideo
Til sangen "Umami" blev der produceret en musikvideo, hvor Matthesens komikerkollega Elias Ehlers medvirkede. I videoen er Ehlers på restaurant med en date, hvor han på flere måde går over hendes grænser, var ubehøvlet eller på andre måder optræder udannet, så det ender med, at hun skrider fra ham.

## Trackliste
| #   | Titel                                                 | Længde |
| --- | ----------------------------------------------------- | ------ |
| 1.  | "Han er tilbage"                                      | 1:49   |
| 2.  | "Villa Peakstate"                                     | 3:10   |
| 3.  | "Umami"                                               | 3:13   |
| 4.  | "Bib bib"                                             | 3:36   |
| 5.  | "Vi er dem" (feat. Doc T)                             | 3:40   |
| 6.  | "Pølsesnak"                                           | 3:02   |
| 7.  | "Regnvejr"                                            | 3:28   |
| 8.  | "Ingen der ligner"                                    | 3:39   |
| 9.  | "Sut mig"                                             | 2:18   |
| 10. | "Stegt flæsk"                                         | 0:28   |
| 11. | "Sutter på en fadøl"                                  | 3:29   |
| 12. | "Myggestik"                                           | 3:06   |
| 13. | "Lækkerier"                                           | 3:03   |
| 14. | "Superstars" (feat. Jazzy H, Bossy Bo, Einar Enemark) | 4:05   |
| 15. | "Sorte kugler"                                        | 3:36   |
| 16. | "Thisted"                                             | 1:01   |

| 16. | "Umami" (Linedance Version) | 3:12 |